# Kuban Airlines
OAO Kuban Airlines (em russo:  ОАО «Авиакомпания Кубань») era uma companhia aérea com sede em Krasnodar, Rússia. Operou voos domésticos dentro da Rússia, bem como charters internacionais. Sua base principal era o Aeroporto Internacional de Krasnodar. Seu nome vem da província de Kuban, no sul da Rússia. Em 11 de dezembro de 2012, a Kuban Airlines encerrou as operações devido a dificuldades financeiras.

## História
A Kuban Airlines foi fundada como uma divisão da Aeroflot em 1932. Em 1992, tornou-se uma empresa independente, detida pelo Estado (51%) e pelos funcionários da companhia aérea (49%).
Em fevereiro de 2010, a Kuban Airlines introduziu uma nova pintura em sua primeira aeronave Boeing 737-300. A nova pintura era um fundo verde escuro com girassóis correndo da metade traseira da fuselagem e subindo pela cauda. Os motores também foram coloridos em verde escuro.
Em 18 de maio de 2010, a Kuban Airlines anunciou o recebimento de seu primeiro de quatro Boeing 737-300 encomendados. A companhia aérea também anunciou que a partir de 2011 suas aeronaves Yakolev seriam aposentadas e substituídas por novas aeronaves Antonov An-148 ou Boeing 737-700.

### Fusão com a Sky Express
Em setembro de 2011, foi anunciado que a companhia aérea russa de baixo custo Sky Express seria incorporada à Kuban Airlines. Em 29 de outubro de 2011, as duas companhias aéreas se fundiram, trazendo as aeronaves Airbus A319 e Boeing 737 para a frota da Kuban Airlines..

## Frota

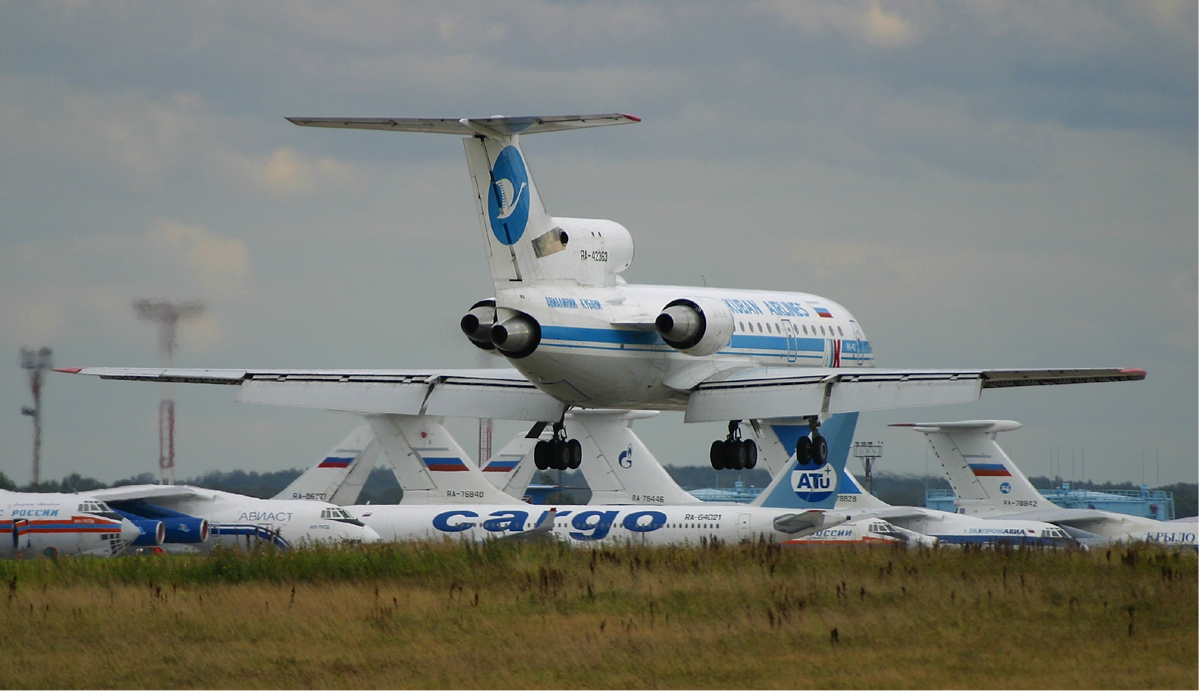
Um Yakovlev Yak-42D da Kuban Airlines pousando no Aeroporto Internacional Domodedovo, Rússia em 2003

A frota da Kuban Airlines consistia nas seguintes aeronaves (Novembro de 2012):
| Aeronaves           | Em Serviço | Ordens | Passageiros | Notas   |
| ------------------- | ---------- | ------ | ----------- | ------- |
| Airbus A319-100     | 3          | –      | 156         | Charter |
| Boeing 737-300      | 2          | –      | 124         |         |
| Boeing 737-500      | 2          | –      | –           |         |
| Sukhoi Superjet 100 | –          | 12     | TBA         |         |

### Operado anteriormente
Antes de novembro de 2012, a companhia aérea também operava:
- Antonov An-24
- Tupolev Tu-154M
- Yakovlev Yak-42 - Aposentado em 1 de novembro de 2012